# Isaac Romero
Isaac Romero  (Lebrija, Sevilla, 18 de mayo del 2000) es un futbolista español que se desempeña como delantero. Actualmente juega en el Sevilla FC.

## Carrera deportiva
Comenzó jugando en las categorías inferiores del Sevilla F.C. desde donde pasó a la cantera del C.A. Antoniano. Tras una etapa en la cantera del club lebrijano recaló en el Balón de Cádiz en la temporada 2016-17. Tras una temporada en el club gaditano retornó al Antoniano. 
Tras alternar el juvenil y el senior del Antoniano ficha por el Sevilla FC “C” en la temporada 2019-20 Una temporada después subiría al Sevilla Atlético de la mano de Paco Gallardo. 
Aunque en la temporada 2023-24 participó en la pretemporada del primer equipo, acabó jugando con el filial.  En el mercado invernal varios equipos de la Segunda División española mostraron su interés por él , pero acabó subiendo al primer equipo con el que no podía jugar hasta que quedará libre una ficha debido a su edad.  Debutó con el equipo hispalense el 12 de enero de 2024 en partido de liga contra el Alavés.Su estreno goleador fue un doblete en su segundo partido en la victoria por uno a tres frente al Getafe CF.

## Estadísticas

### Clubes
| Club                        | Div.          | Temporada     | Liga  | Liga  | Liga   | Copas nacionales | Copas nacionales | Copas nacionales | Copas internacionales | Copas internacionales | Copas internacionales | Total | Total | Total  | Media goleadora |
| Club                        | Div.          | Temporada     | Part. | Goles | Asist. | Part.            | Goles            | Asist.           | Part.                 | Goles                 | Asist.                | Part. | Goles | Asist. | Media goleadora |
| --------------------------- | ------------- | ------------- | ----- | ----- | ------ | ---------------- | ---------------- | ---------------- | --------------------- | --------------------- | --------------------- | ----- | ----- | ------ | --------------- |
| Atlético Antoniano · España | 6.ª           | 2017-18       | 9     | 0     | 0      | —                | —                | —                | —                     | —                     | —                     | 9     | 0     | 0      | 0               |
| Atlético Antoniano · España | 6.ª           | 2018-19       | 26    | 11    | 0      | —                | —                | —                | —                     | —                     | —                     | 26    | 11    | 0      | 0.42            |
| Atlético Antoniano · España | Total club    | Total club    | 35    | 11    | 0      | 0                | 0                | 0                | -                     | -                     | -                     | 35    | 11    | 0      | 0.31            |
| Sevilla FC "C" · España     | 4.ª           | 2019-20       | 13    | 8     | 0      | —                | —                | —                | —                     | —                     | —                     | 13    | 8     | 0      | 0.62            |
| Sevilla FC "C" · España     | Total club    | Total club    | 13    | 8     | 0      | 0                | 0                | 0                | -                     | -                     | -                     | 13    | 8     | 0      | 0.62            |
| Sevilla Atl. · España       | 3ª            | 2019-20       | 4     | 0     | 0      | —                | —                | —                | —                     | —                     | —                     | 4     | 0     | 0      | 0               |
| Sevilla Atl. · España       | 3ª            | 2020-21       | 21    | 4     | 4      | —                | —                | —                | —                     | —                     | —                     | 21    | 4     | 4      | 0.19            |
| Sevilla Atl. · España       | 3ª            | 2021-22       | 7     | 1     | 0      | —                | —                | —                | —                     | —                     | —                     | 7     | 1     | 0      | 0.14            |
| Sevilla Atl. · España       | 4ª            | 2022-23       | 25    | 8     | 2      | —                | —                | —                | —                     | —                     | —                     | 25    | 8     | 2      | 0.32            |
| Sevilla Atl. · España       | 4ª            | 2023-24       | 15    | 11    | 4      | —                | —                | —                | —                     | —                     | —                     | 15    | 11    | 4      | 0.73            |
| Sevilla Atl. · España       | Total club    | Total club    | 72    | 24    | 10     | 0                | 0                | 0                | 0                     | 0                     | 0                     | 72    | 24    | 10     | 0.33            |
| Sevilla FC · España         | 1.ª           | 2023-24       | 14    | 4     | 4      | 2                | 2                | 0                | -                     | -                     | -                     | 16    | 6     | 4      | 0.38            |
| Sevilla FC · España         | 1.ª           | 2024-25       | 12    | 0     | 2      | 0                | 0                | 0                | -                     | -                     | -                     | 12    | 0     | 2      | 0               |
| Sevilla FC · España         | Total club    | Total club    | 26    | 4     | 6      | 2                | 2                | 0                | -                     | -                     | -                     | 28    | 6     | 6      | 0.21            |
| Total carrera               | Total carrera | Total carrera | 135   | 47    | 15     | 2                | 2                | 0                | -                     | -                     | -                     | 148   | 49    | 16     | 0.33            |
| 1.                          |               |               |       |       |        |                  |                  |                  |                       |                       |                       |       |       |        |                 |

### Hat-tricks
| Partidos en los que anotó tres o más goles | Partidos en los que anotó tres o más goles | Partidos en los que anotó tres o más goles | Partidos en los que anotó tres o más goles | Partidos en los que anotó tres o más goles | Partidos en los que anotó tres o más goles | Partidos en los que anotó tres o más goles | Partidos en los que anotó tres o más goles |
| #                                          | Fecha                                      | Lugar                                      | Equipo                                     | Resultado                                  | Rival                                      | Goles                                      | Competición                                |
| ------------------------------------------ | ------------------------------------------ | ------------------------------------------ | ------------------------------------------ | ------------------------------------------ | ------------------------------------------ | ------------------------------------------ | ------------------------------------------ |
| 1                                          | 10.09.2023                                 | Estadio Jesús Navas, Sevilla               | Sevilla Atl.                               | 3 - 0                                      | Cartagena B                                | Gol · Gol · Gol                            | Segunda RFEF                               |